# Xenophthalminae
Xenophthalminae zijn een onderfamilie van krabben (Brachyura) uit de familie Xenophthalmidae. 

## Geslachten
De Xenophthalminae omvatten de volgende geslachten:
- Neoxenophthalmus Serène & Umali, 1970
- Xenophthalmus White, 1846